# Шилин, Виктор Дмитриевич
Ви́ктор Дми́триевич Ши́лин (род. 13 июля 1945, пос. Ак-Тюз, Киргизская ССР) — советский, российский учёный в области построения радиолокационных и оптико-электронных информационных средств контроля космического пространства.

## Биография
В 1968 году окончил Московский физико-технический институт. С 1967 года работал в ОКБ «Вымпел», затем в ЦНПО «Вымпел» (ныне ПАО «Межгосударственная акционерная корпорация «Вымпел»). С 1987 года является Генеральным конструктором российской системы контроля космического пространства (СККП).
С 2013 года — Генеральный конструктор системы контроля космического пространства — заместитель начальника СКБ-2 ПАО «Межгосударственная акционерная корпорация «Вымпел» (входит в Концерн ВКО «Алмаз-Антей»). Заместитель руководителя секции «Космический мусор» экспертной рабочей группы по космическим угрозам.

## Научная деятельность
Кандидат технических наук (1984).
Основные направления исследований:
- построение радиолокационных и оптико-электронных информационных средств контроля космического пространства,
- распознавание баллистических и космических объектов по отраженным радиолокационным сигналам,
- обработка координатной и некоординатной информации о космических объектах[6].

Участвовал в создании комплекса программ обработки некоординатной информации о спутниках, включая разработку алгоритмов и программирование конкретных задач. Предложил ряд оригинальных идей по оценке характеристик ИСЗ по отраженным сигналам.
Автор более 50 научных трудов, в том числе статей и изобретений.

### Избранные труды
- Шилин В. Д., Олейников И. И. Область контроля — околоземное пространство : Проблемы и перспективы развития системы контроля космического пространства :  [рус.] // Воздушно-космическая оборона : журнал. — 2010. — № 1.

## Награды
- орден Почёта (1997)
- медали.